# Хермезіу
Хермезіу (рум. Hermeziu) — село у повіті Ясси в Румунії. Входить до складу комуни Тріфешть.
Село розташоване на відстані 352 км на північ від Бухареста, 31 км на північ від Ясс.

## Населення
За даними перепису населення 2002 року у селі проживали 959 осіб, усі — румуни. Усі жителі села рідною мовою назвали румунську.